# Beirã
Beirã is een plaats (freguesia) in de Portugese gemeente Marvão en telt 596 inwoners (2001).